# Faris Badwan
Faris Badwan, más conocido como Faris Rotter (Bexley, Gran Londres, 21 de septiembre de 1986) es un músico inglés, cantante de la banda de indie rock The Horrors.

## Biografía
Faris, asistió al internado exclusivo Rugby School, junto al bajista de The Horrors Tomethy Furse. Posteriormente, inició estudios de dibujo en la Central Saint Martins College of Art and Design en Londres, abandonándolos tiempo después para dedicarse de lleno a la música. Últimamente se le ha visto un parecido con Joey Ramone ya que se dice que es la imagen viva de éste, puesto que comparten un estilo similar, además de que su aspecto físico es igual. Incluso se dirá que Faris se insipiro en el ya desaparecido Joey Ramone.

## Carrera musical
Es famoso por ser el excéntrico vocalista de The Horrors, banda de punk de garaje formada en Southend-on-Sea en 2005, en la que figura junto a Joshua Hayward (alias, Joshua Third), Rhys 'Spider' Webb, Joseph Spurgeon (alias, Coffin Joe), y Tomethy Furse. Badwan es célebre por sus actuaciones teatrales en las que despliega una serie de recursos melodramáticos que van desde la propia gestualidad violenta, gritos de ultratumba, el uso de pintura negra, juegos y escaladas de los diferentes objetos del escenario o el lanzamiento al público.
Antes de la formación de The Horrors, Faris participó en otra banda punk, The Rotters, llamados así por la novela The Rotter´s Club, de Jonathan Coe. La banda, formada de manera improvisada después de que un club les ofreciera un concierto, presentaba a Badwan como batería, a Dylan "Rotter" Wigoder como cantante, a "Robot" / "Comedy" Jess "Rotter" Meek al bajo y a Emily "Rotter" Watson (después en la banda londinense Boys of Brazil) a la guitarra. Badwan tomó el instrumento sin saberlo tocar apropiadamente, siendo incapaz de seguir el ritmo. El grupo, de escasa duración y que actualmente no está en activo, escribió todas sus canciones en unas horas y logró editar un sencillo, "Japanese punk".

## Ilustraciones
Faris, es un ilustrador de reconocido mérito, pues además de ilustrar los trabajos de The Horrors, su labor artística se ha visto publicada en varias revistas, entre otras: Vice Magazine y Up Music Magazine. Además, su primera exposición abrió las puertas en octubre de 2007, en la galería del Brick Lane londinense, Bodhi Gallery.